# Klubowe Mistrzostwa Świata w Piłce Nożnej 2006
Klubowy Puchar Świata 2006 – był turniejem piłkarskim, który odbywał się w dniach 10–17 grudnia 2006 roku w Japonii. Była to trzecia edycja tego turnieju.

## Zespoły zakwalifikowane
| Jeonbuk Hyundai Motors | AFC Liga Mistrzów AFC wygrany                                    |
| FC Barcelona           | UEFA Liga Mistrzów UEFA wygrany                                  |
| Club América           | CONCACAF Champions’ Cup 2006 wygrany                             |
| Al-Ahly Kair           | CAF Liga Mistrzów CAF wygrany                                    |
| SC Internacional       | CONMEBOL Copa Libertadores 2006 wygrany                          |
| Auckland City FC       | OFC Klubowe Mistrzostwa Oceanii w piłce nożnej 2005/2006 wygrany |

## Stadiony
Klubowy Puchar Świata 2006 odbywał się na 3 stadionach.
| Miasto   | Stadion               | Pojemność |
| -------- | --------------------- | --------- |
| Jokohama | International Stadium | 73.237    |
| Tokio    | National Stadium      | 57.363    |
| Toyota   | Toyota Stadium        | 45.000    |

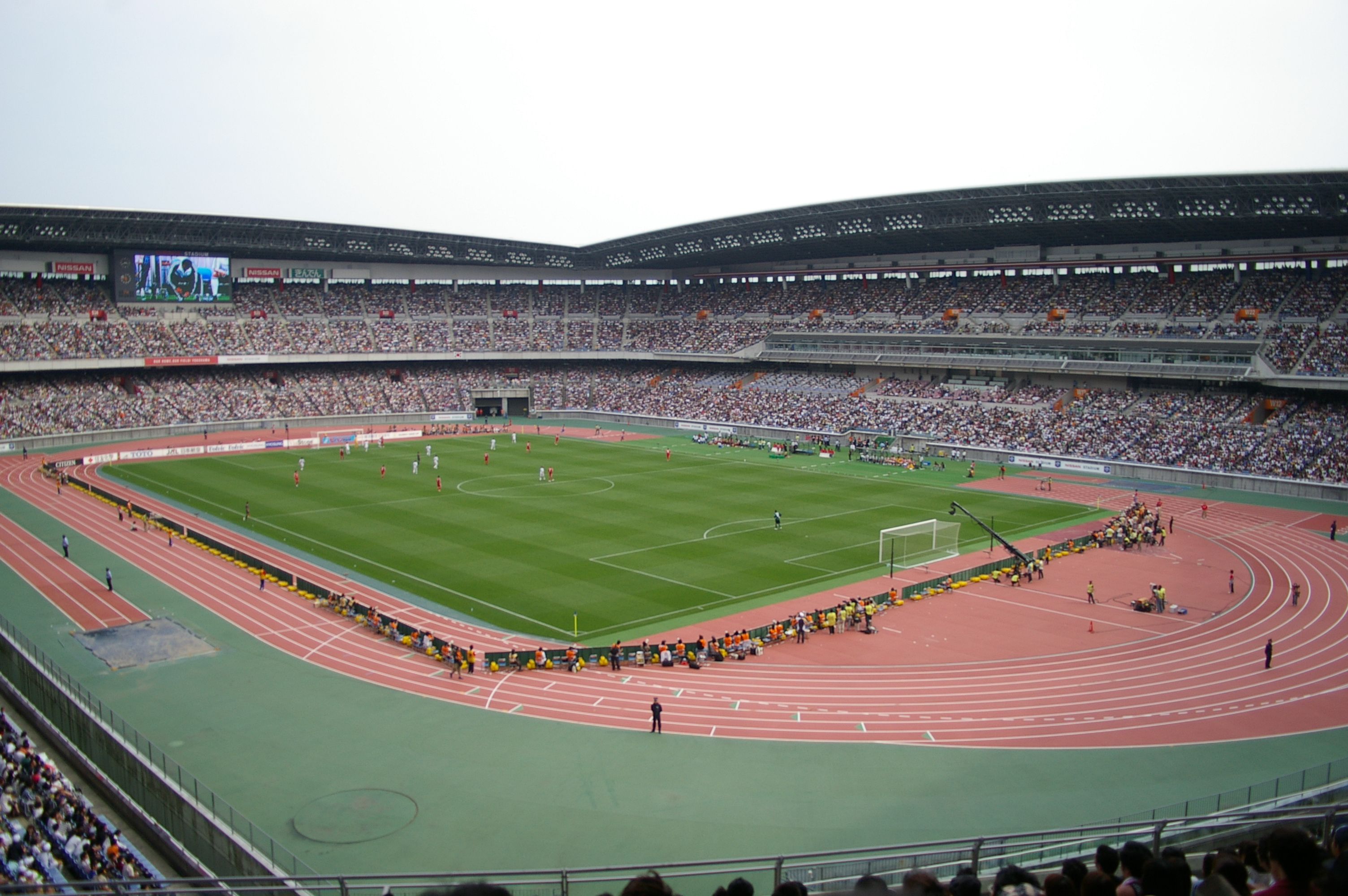
Jokohama
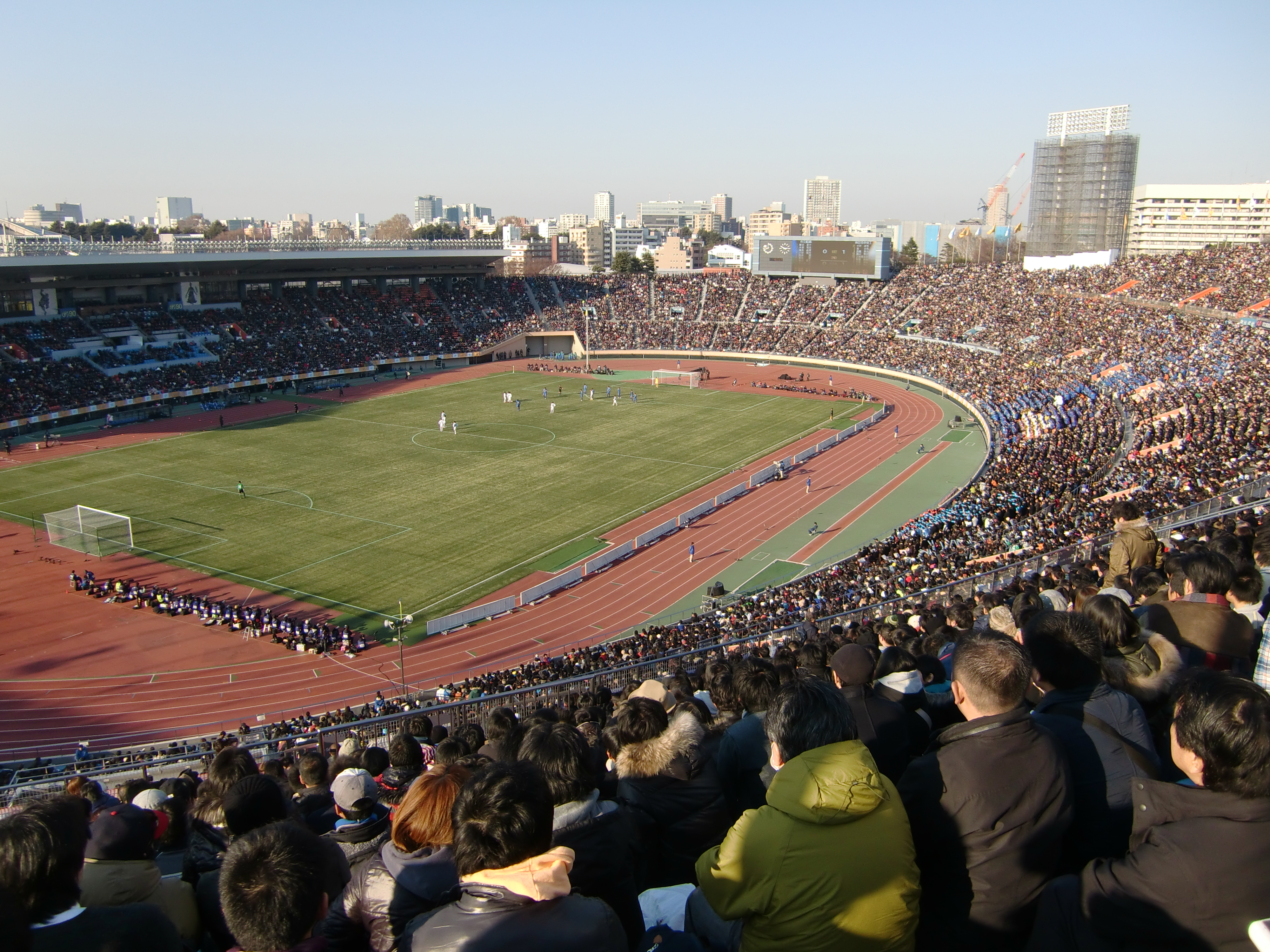
Tokio
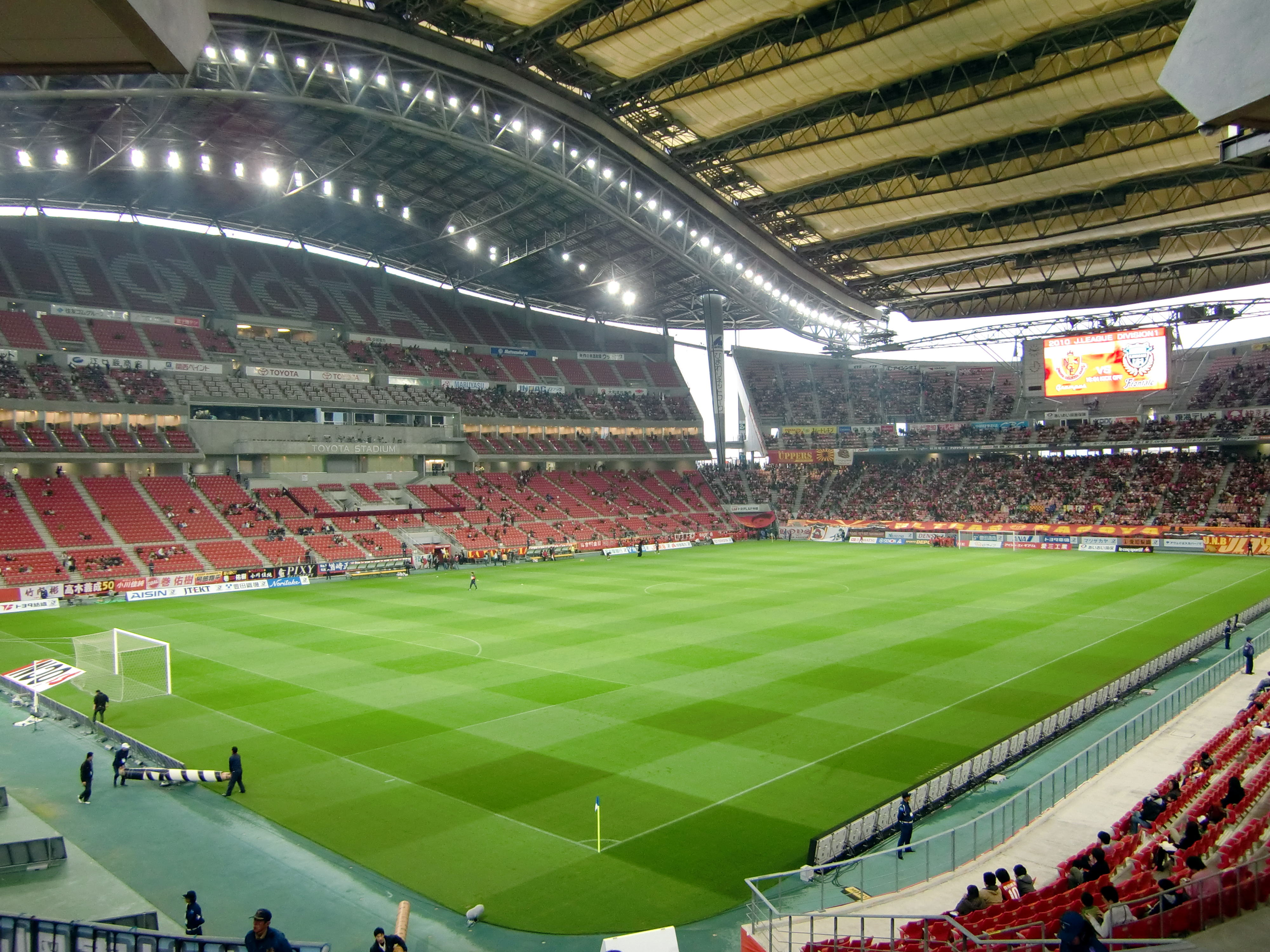
Toyota

## Sędziowie
| Konfederacja       | Sędzia                 | Państwo           | Asystent            | Państwo                      |
| ------------------ | ---------------------- | ----------------- | ------------------- | ---------------------------- |
| Afryka             | Jerome Damon           | Południowa Afryka | Enock Molefe        | Południowa Afryka            |
|                    |                        |                   | Celestin Ntagungira | Rwanda                       |
| Azja               | Khalil Al Ghamdi       | Arabia Saudyjska  | Eisa Ghuloum        | Zjednoczone Emiraty Arabskie |
|                    | Subkhiddin Mohd Salleh | Malezja           | Hamdi Al Kadri      | Syria                        |
| Ameryka Południowa | Carlos Batres          | Gwatemala         | Carlos Pastrana     | Honduras                     |
|                    |                        |                   | Leonel Leal         | Kostaryka                    |
| Ameryka Południowa | Óscar Ruiz             | Kolumbia          | Wilson Berrio       | Kolumbia                     |
|                    |                        |                   | Rafael Yanez        | Wenezuela                    |

## Premie pieniężne
Dla uczestników turnieju zostały przygotowane nagrody pieniężne. Wysokość nagród zależała od zajętego miejsca w turnieju.
Nagrody kształtowały się na następującym poziomie:
- 1. miejsce: 4.500.000 $
- 2. miejsce: 3.500.000 $
- 3. miejsce: 2.500.000 $
- 4. miejsce: 2.000.000 $
- 5. miejsce: 1.500.000 $
- 6. miejsce: 1.000.000 $

## Mecze

### Drabinka
Czas japoński (UTC+9)

### Ćwierćfinały
| 10 grudnia 2006 19:20 | Auckland City FC | 0 – 20-0(Raport) | Al-Ahly Kair · Flávio 51' · Aboutreika 73' | Toyota Stadium, Toyota Widzów: 29,922 Sędzia: Khalil Al Ghamdi |
|                       |                  |                  |                                            |                                                                |

| 11 grudnia 2006 19:20 | Jeonbuk Hyundai Motors | 0 – 10-0(Raport) | Club América · Rojas 79' | National Stadium, Tokio Widzów: 34,197 Sędzia: Jerome Damon |
|                       |                        |                  |                          |                                                             |

### Półfinały
| 13 grudnia 2006 19:20 | Al-Ahly Kair · Flávio 54' | 1 – 20-1(Raport) | SC Internacional · Pato 23' · Luiz Adriano 72' | National Stadium, Tokio Widzów: 33,690 Sędzia: Mohd Salleh Subkhiddin |
|                       |                           |                  |                                                |                                                                       |

| 14 grudnia 2006 19:20 | Club América | 0 – 40-2(Raport) | FC Barcelona · Guðjohnsen 11' · Márquez 30' · Ronaldinho 65' · Deco 85' | International Stadium, Jokohama Widzów: 62,316 Sędzia: Oscar Julian Ruiz |
|                       |              |                  |                                                                         |                                                                          |

### Mecz o 5 miejsce
| 15 grudnia 2006 19:20 | Auckland City FC | 0 – 30-2(Raport) | Jeonbuk Hyundai Motors · Lee Hyun-Seung 17' · Kim Hyung-Bum 31' · Zé Carlos 73' (k.) | National Stadium, Tokio Widzów: 23,258 Sędzia: Khalil Al Ghamdi |
|                       |                  |                  |                                                                                      |                                                                 |

### Mecz o 3 miejsce
| 17 grudnia 2006 16:20 | Al-Ahly Kair · Aboutreika 42' 79' | 2 – 11-0(Raport) | Club América · Cabañas 59' | International Stadium, Jokohama Widzów: 51,641 Sędzia: Jerome Damon |
|                       |                                   |                  |                            |                                                                     |

### FINAŁ
| 17 grudnia 2006 19:20 | SC Internacional · Adriano Gabiru 82' | 1 – 00-0(Raport) | FC Barcelona | International Stadium, Jokohama Widzów: 67,128 Sędzia: Carlos Batres |
|                       |                                       |                  |              |                                                                      |

## Strzelcy
3 gole
- Mohamed Aboutreika (Al-Ahly)

2 gole
- Flávio (Al-Ahly)

1 gol
- Adriano Gabiru (Internacional)
- Luiz Adriano (Internacional)
- Salvador Cabañas (Club América)
- Deco (Barcelona)
- Eiður Guðjohnsen (Barcelona)
- Kim Hyung-bum (Jeonbuk)
- Lee Hyun-seung (Jeonbuk)
- Rafael Márquez (Barcelona)
- Alexandre Pato (Internacional)
- Ricardo Francisco Rojas (Club América)
- Ronaldinho (Barcelona)
- José Carlos Filho (Jeonbuk)

## Końcowa klasyfikacja

### Tabela finałowa
| Drużyna | Drużyna                | Pts | PJ | PG | PE | PP | GF | GC | Dif | Różnica |
| ------- | ---------------------- | --- | -- | -- | -- | -- | -- | -- | --- | ------- |
| 1       | SC Internacional       | 6   | 2  | 2  | 0  | 0  | 3  | 1  | +2  | 100%    |
| 2       | FC Barcelona           | 3   | 2  | 1  | 0  | 1  | 4  | 1  | +3  | 50%     |
| 3       | Al-Ahly Kair           | 6   | 3  | 2  | 0  | 1  | 5  | 3  | +2  | 66,67%  |
| 4       | Club América           | 3   | 3  | 1  | 0  | 2  | 2  | 6  | −4  | 33,33%  |
| 5       | Jeonbuk Hyundai Motors | 3   | 2  | 1  | 0  | 1  | 3  | 1  | +2  | 50%     |
| 6       | Auckland City FC       | 0   | 2  | 0  | 0  | 2  | 0  | 5  | −5  | 0%      |

## Nagrody
| Złota piłka         | Srebrna piłka          | Brązowa piłka             |
| ------------------- | ---------------------- | ------------------------- |
| Deco (FC Barcelona) | Iarley (Internacional) | Ronaldinho (FC Barcelona) |

| Fair play | FC Barcelona |